# Jan Teska

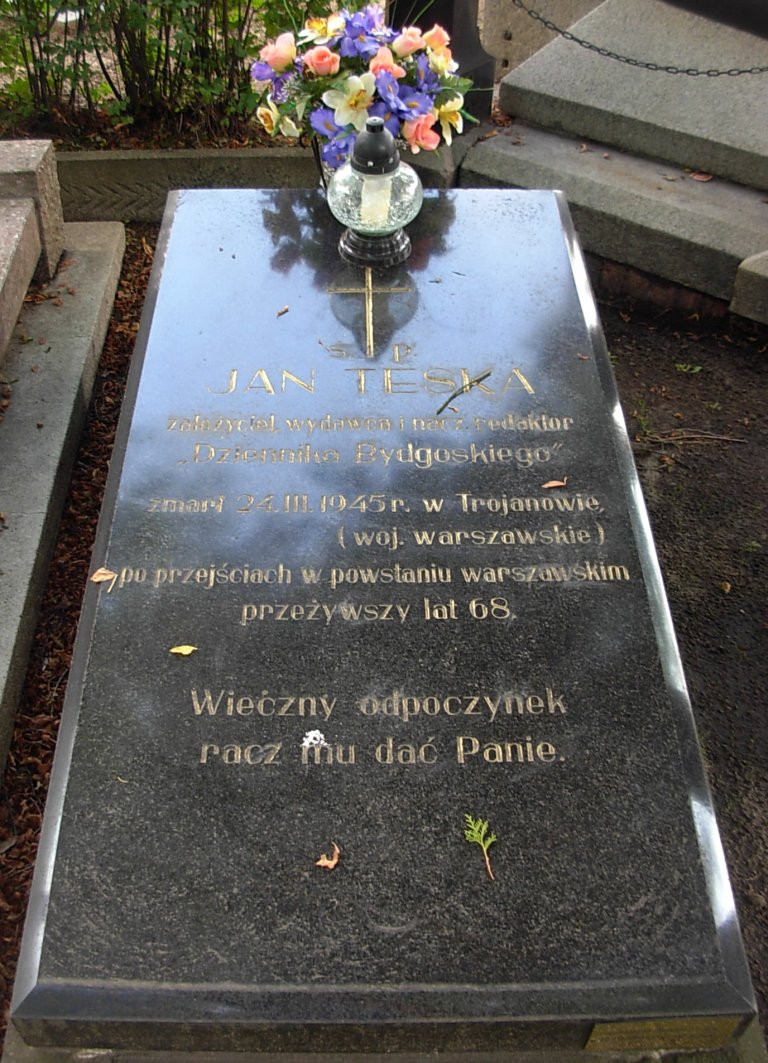
Nagrobek Jana Teski na cmentarzu Nowofarnym w Bydgoszczy

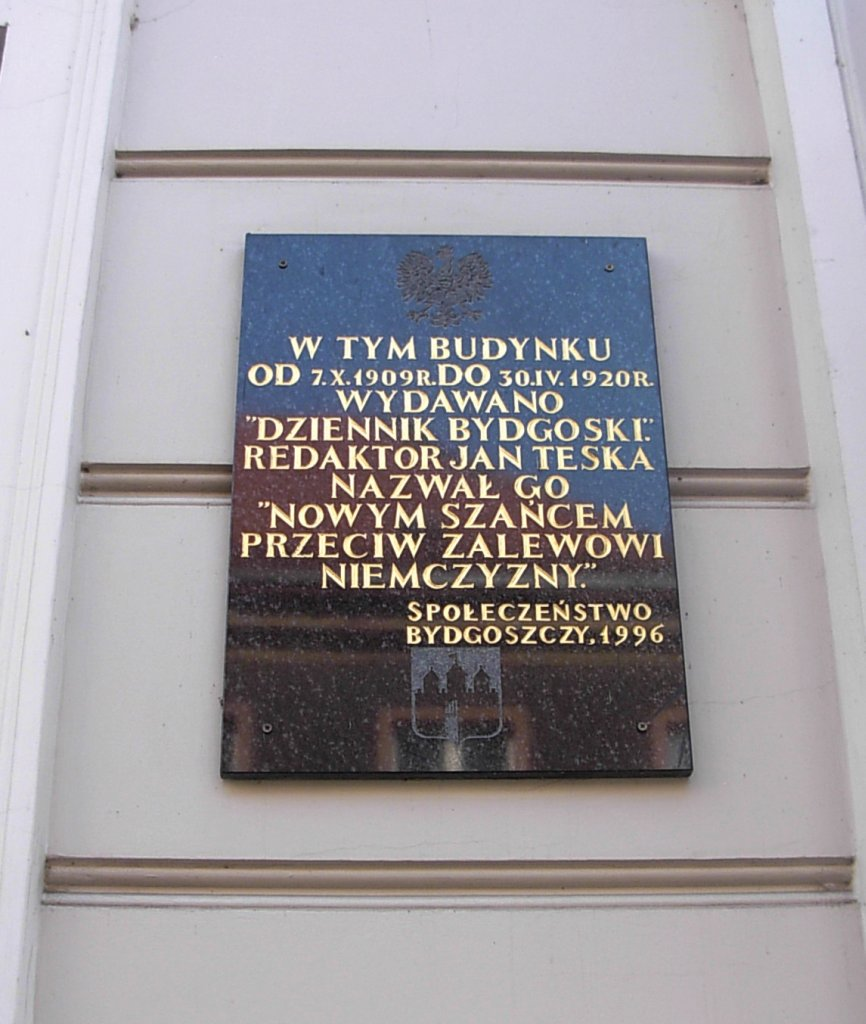
Tablica pamiątkowa na budynku Długa 52, w którym wydawano Dziennik Bydgoski przed 1920 r.

Jan Teska (ur. 1876 w Chojnicy, zm. 1945 w Trojanowie) – dziennikarz, wydawca „Dziennika Bydgoskiego”, polski działacz polityczny.

## Życiorys
Urodził się 16 lipca 1876 w Chojnicy koło Poznania. Był synem Antoniego - rolnika i Antoniny z Gołaskich. Po rocznym przygotowaniu, zdał egzamin do 3. klasy Gimnazjum św. Marii Magdaleny w Poznaniu. Był stypendystą Towarzystwa Naukowej Pomocy w Poznaniu. Gimnazjum opuścił po ukończeniu 8. klasy. Maturę zdawał we Wschowie, jednak nie przystąpił do egzaminu ustnego. Później przez przeszło rok przebywał w Krakowie, studiując język i literaturę polską.
1 kwietnia 1900 r. rozpoczął pracę w redakcji poznańskiego „Orędownika”, Jednoroczną służbę wojskową odbył jako ochotnik w 47 pułku piechoty w Poznaniu. Po zwolnieniu z wojska udał się do ówczesnych Prus Wschodnich, gdzie studiował stosunki mazurskie. Pisywał wtedy artykuły do poznańskiej „Pracy”, a następnie objął redakcję „Gazety Polskiej” w Kościanie. Po kilku miesiącach przeniósł się do Gniezna i do 1907 r. redagował dziennik „Lech. Gazeta Gnieźnieńska”. 1 listopada 1907 r. przeniósł się do Bydgoszczy by założyć „Dziennik Bydgoski”. Pierwszy numer okazowy tego pisma ukazał się 2 grudnia 1907 r., a Teska był jego wydawcą i redaktorem. W „Dzienniku”, głównym polskim piśmie w czasie rządów niemieckich w Bydgoszczy, starał się wpajać i utrzymać ducha polskiego wśród miejscowej i okolicznej ludności polskiej. Polskość manifestował również w aktywnej pracy w Towarzystwie Przemysłowym, Towarzystwie Czytelni Ludowych i Towarzystwie Gimnastycznym „Sokół”.
Za narodową i patriotyczną działalność stawał kilkakrotnie przed sądami niemieckimi, zmuszony był znosić kary finansowe i szykany. Ostatnią karę więzienia odsiadywał w Inowrocławiu w przededniu wybuchu I wojny światowej. Po uwolnieniu, został natychmiast wcielony do armii niemieckiej. Od października 1914 r. walczył na froncie zachodnim, najpierw jako piechur liniowy, a następnie jako starszy szeregowiec sanitarny. Po wybuchu rewolucji niemieckiej w listopadzie 1918 r. opuścił służbę i powrócił do Bydgoszczy. Jeszcze w latach wojny 1914–1918 słał do „Dziennika”, prowadzonego przez jego żonę Wincentynę, opisy walk, relacje żołnierzy, a także artykuły wstępne.

### Okres międzywojenny
Znalazłszy się w Bydgoszczy czynnie włączył się w nurt działań narodowo-społecznych polskich bydgoszczan. Został sekretarzem Polskiej Rady Ludowej na miasto Bydgoszcz i okolice. Był delegatem na Polski Sejm Dzielnicowy w Poznaniu (3-5 XII 1918). 19 stycznia 1920 r. wchodził w skład polskiej delegacji przejmującej Bydgoszcz z rąk niemieckich. W 1920 r. był radnym tymczasowej Rady Miejskiej, okresowo jej przewodniczącym. 25 czerwca 1925 r. Rada Miejską wybrała go niepłatnym radcą miejskim. W latach 1925–1931 pełnił funkcję prezesa Syndykatu Dziennikarzy Pomorskich.
Kryzys powojenny i postępująca inflacja sprawiły, że wydawnictwo „Dziennik Bydgoski” popadło w trudności finansowe i przekształciło się w 1920 r. w spółkę akcyjną „Drukarnia Bydgoska SA”. Jan Teska został wtedy redaktorem naczelnym „Dziennika Bydgoskiego”. Dziennik był organem Chrześcijańskiej Demokracji, jednak za jego sprawą znamienne dla tej gazety były częste zwroty w kierunku endecji, obozu pomajowego i sanacji.
Dziennik Bydgoski w dwudziestoleciu międzywojennym był najważniejszą gazetą codzienną w Bydgoszczy. W pierwszych latach powojennych nakład jego wynosił 15 tys. egzemplarzy, a później systematycznie wzrastał: osiągając w 1929 r. 42 tys. Dziennik był wtedy największym pismem Polski zachodniej, a jednocześnie zaliczał się do pierwszej dziesiątki pism codziennych w skali ogólnokrajowej.
W 1926 r. Teskowie nabyli „Gazetę Gdańską”, odsprzedaną następnie w 1928 r. państwowemu wydawnictwu „Gazeta Poznańska i Pomorska”. Natomiast w 1927 r. zakupili dziennik „Postęp”, wydając go do 1934 r. pod zmienionym tytułem „Nowy Kurier”. W latach 1928–1930 Teskowie posiadali również część własności warszawskiego dziennika „Rzeczpospolita”, głównego organu Chrześcijańskiej Demokracji w Polsce centralnej. Wszystkie te przedsięwzięcia miały służyć stworzeniu koncernu gazet chrześcijańsko-demokratycznych, lecz zakończyły się niepowodzeniem. Gdy Tesce na początku lat 30. XX w. groziło wykupienie weksli na sumę ok. 400 tys. zł., wyjechał do Lwowa, a następnie przez pewien czas przebywał na Wołyniu. Powróciwszy do Bydgoszczy, został już tylko doradcą syna Lecha, również redaktora i działacza ChZMP „Odrodzenie”.

### Poglądy polityczne
Na jego poglądy polityczne znaczny wpływ wywarła grupa działaczy ruchu mieszczańskiego, skupionego wokół pisma „Orędownik”, w którym od 1900 r. pracował. Zostawszy redaktorem „Dziennika Bydgoskiego” głosił zgodnie z programem tego ruchu, iż gazeta będzie „placówką obrony narodowej, nowym szańcem przeciw zalewowi niemczyzny”. Swój dziennik adresował do ludu (drobni kupcy, rzemieślnicy, robotnicy, chłopi). Za główną siłę postępu społecznego uznał dobrobyt osiągnięty drogą pracy nad podniesieniem handlu i przemysłu. Od 1905 r. czynnie współpracował ze „Strażą”, polską instytucją obronną w Poznańskiem. W 1911 r. z jego inicjatywy utworzono w Bydgoszczy Narodowe Stronnictwo Ludowe, a w 1913 r. Związek Samopomocy Ludu Polskiego.
Po I wojnie światowej trwale związał się z ruchem chrześcijańsko-demokratycznym. W 1922 r. był współorganizatorem Chrześcijańskich Związków Zawodowych w Bydgoszczy. Jego talentowi i wpływom bydgoska organizacja Chrześcijańskiej Demokracji zawdzięczała swój szybki rozwój i wzrost wpływów. Aż do 1939 r. była najsilniejszym ugrupowaniem w Bydgoszczy, a w latach 30. XX w. stała się drugą co do znaczenia organizacją chadecką, po organizacji śląskiej, w Polsce.
Redagowany przez niego „Dziennik Bydgoski” postawił do dyspozycji Chadecji, lecz często zwalczał taktykę przywódców tej partii. Początkowo był zwolennikiem współpracy z endecją, a następnie od tej partii się dystansował. Po przewrocie majowym otwarcie nawoływał do ugody ruchu chadeckiego z sanacją. W końcu 1935 r. przyczynił się do utworzenia w Bydgoszczy Chrześcijańskiej Ligi Pracy. Wrogo odnosił się do Centrolewu, a w latach 1936–1938 popierał ideę utworzenia „jednolitego frontu narodowego” z udziałem SN, NPR i SL. Gdy ta idea ta nie doczekała się urzeczywistnienia, opowiadał się za rychłym połączeniem ChD i NPR, do czego istotnie doszło w październiku 1937 r.
Jan Teska przez całe dwudziestolecie międzywojenne należał do czołowych działaczy chadeckich w Bydgoszczy, w Poznańskiem i na Pomorzu. Mając znaczny autorytet wchodził w skład władz lokalnych, rzadziej naczelnych. Po utworzeniu Polskiego Stronnictwa Chrześcijańskiej Demokracji został członkiem Rady Naczelnej tej partii, a w kwietniu 1938 r. wybrano go prezesem Rady Wojewódzkiej SP na Pomorze. Od końca 1937 r. pozostawał pod silnym wpływem Zygmunta Felczaka, który został zastępcą redaktora naczelnego „Dziennika Bydgoskiego”.

### Okres okupacji
Po najeździe Niemiec na Polskę we wrześniu 1939 r. opuścił Bydgoszcz. Hitlerowcy po zajęciu miasta zburzyli budynek redakcji i drukarni „Dziennika Bydgoskiego”. Ścigany przez gestapo, ukrywał się w Warszawie pod przybranym nazwiskiem Józef Topolski. Należał do konspiracji. Znakomicie władając językiem niemieckim brał czynny udział w „Akcji N” Komendy Głównej AK, mającej na celu niszczenie morale armii niemieckiej. Aktywnie uczestniczył w działalności tajnego Stronnictwa Pracy. Należał do grupy bliskich współpracowników Zygmunta Felczaka, opowiadającego się za współpracą z lewicą socjalistyczną oraz za radykalnymi przemianami społecznymi w Polsce. Gdy w lipcu 1943 r. lewicowa grupa Felczaka utworzyła odrębne ugrupowanie pod nazwą Stronnictwo Zrywu Narodowego, Teska został formalnie jego prezesem.
W 1944 r. uczestniczył w powstaniu warszawskim. Należał do zespołu programowego radia powstańczego „Błyskawica”. Po upadku powstania znalazł się w obozie w Pruszkowie.

### Okres powojenny
Po wyzwoleniu w 1945 r. był delegowany przez Komisję Porozumiewawczą Stronnictw Politycznych do Pomorskiej Wojewódzkiej Rady Narodowej jako przedstawiciel prasy i związków zawodowych. Nie dożył jednak do inauguracyjnego posiedzenia tej rady, które odbyło się 29 marca 1945 r. Zmarł 24 marca 1945 r. w Trojanowie pod Sochaczewem. Po ekshumacji zwłok w Sochaczewie, 19 maja 1945 r. został pochowany na cmentarzu Nowofarnym w Bydgoszczy.

### Życie prywatne
Jan Teska był żonaty z Wincentyną z Winiewiczów. Miał z nią syna Lecha Jana (ur. 1906), również redaktora i działacza Chrześcijańskiej Demokracji.

## Upamiętnienie
Jego imieniem nazwano jedną z ulic Bydgoszczy, w dzielnicy Fordon.